# Neptosternus wewalkai
Neptosternus wewalkai là một loài bọ cánh cứng trong họ Bọ nước. Loài này được Balke, Hendrich & C.M.Yang miêu tả khoa học năm 1997.